# Schloss Grochwitz
Das ehemalige Schloss und Rittergut Grochwitz befindet sich nordöstlich des einstigen Dorfangers von Grochwitz, einem heutigen Stadtteil von Herzberg (Elster).

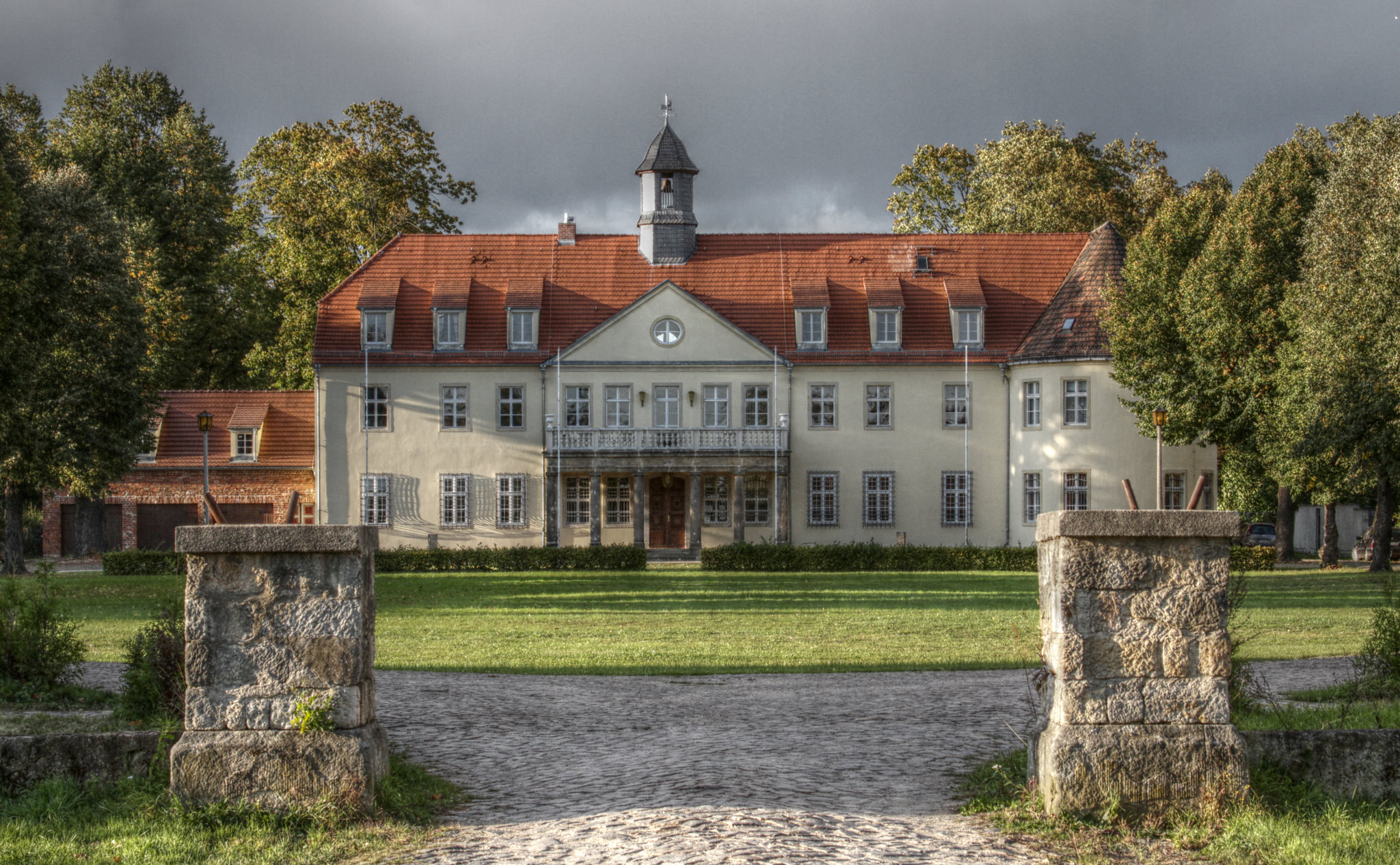
Schloss Grochwitz auf dem ehemaligen Rittergut Grochwitz

## Geschichte

### Besitzer

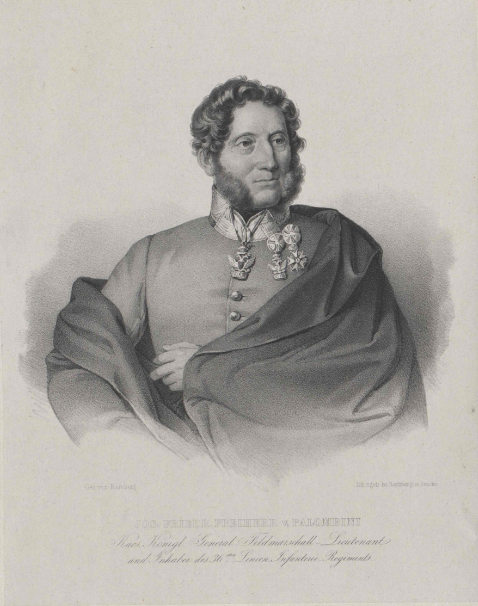
Joseph Friedrich von Palombini (1774–1850) Grundbesitzer auf Grochwitz

Ende des 15. Jahrhunderts wurde das Geschlecht derer von Frauenhorst Besitzer des Dorfes Grochwitz. In einem Verzeichnis des Amtes Schweinitz heißt es:
„Hans und Christoff von Frawenhorst gebrudire, zu Grochewitz gesessen, sitzen uff eyrn paurgut doselbst, dorzu treiben sie 5 wuste huffin. Im selbstigen dorfe haben sie 19 hufner, 14 kossetin. Die hufner haben 12 erbhufen, darvon geben sie 11 schock 11gr.“
Das von den Brüdern bewirtschaftete Bauerngut wurde nach umfangreichen Umbauten später als Rittersitz anerkannt. Im Jahr 1550 wurde Cuntz von Mila als Besitzer des Rittergutes genannt. Dieser gab 1575 seinen Besitz an Salomon von Mila weiter. 1589 kam das Rittergut an eine Familie Pelikan, welche es an einen Herrn von Wuthenau verkaufte. Benno Friedrich Brand von Lindau auf Wiesenburg erwarb 1625 das Gut von Albrecht von Wuthenau. Im selben Jahr starb der neue Eigentümer. Der Besitz gelangte danach an den damaligen kursächsischen Hofrichter Daniel von Koseritz, welcher diesen am Ende des 17. Jahrhunderts an Karl Gottlob von Römer gab. 1730 erwarb der damalige Kammerjunker Heinrich von Brühl das Rittergut und ließ die Gebäude um 1736 nach einem Entwurf von Samuel Locke zum Schloss umbauen und den Schlosspark anlegen. Während des Siebenjährigen Krieges besetzte am 20. Oktober 1757 Friedrich der Große das Anwesen für vier Tage und ließ es durch seine Soldaten plündern. In einem Schadensprotokoll, welches der damalige Gerichtsverwalter am 26. Oktober 1757 anfertigte, wird der entstandene Schaden auf 34.503 Taler geschätzt. Im Jahr darauf, am 7. September 1758, wurde das Schloss Grochwitz von preußischen Soldaten in Brand gesteckt. 1761 musste von Brühl seinen Grochwitzer Besitz an Adolf Christian Wendler veräußern, der diesen bereits zwei Jahre später (1763) an Georg Gottlieb von Schenk weitergab. 1783 brach erneut ein Brand im Schloss aus. 
Im Jahr 1789 wird der damalige kurfürstlich sächsische Major und spätere General Christoph Wedig von Barner Besitzer von Grochwitz. Dieser starb hier im Jahr 1821. Seine zweite Frau, Luise von Barner, eine Tochter Johann Heinrich Dombrowskis, vererbte im Juni 1821 das Anwesen an ihre Nichte Antonie Caroline, Gattin des Feldmarschallleutnants Freiherrn Joseph Friedrich von Palombini. Das Rittergut blieb in den darauffolgenden Jahren im Besitz der Familie von Palombini, die teils sehr wohlhabend waren. Die Erben trugen jeweils den Vornamen Camillo. Ab 1900 war ein Camillo Freiherr von Palombini der Landrat des Landkreises Schweinitz. Um 1922 gehörten zum Gutsareal noch 239 ha. Das Besitztum war bereits verpachtet, hier an Erich Kinder. Letzter Vertreter der Adelsfamilie wurde Baron Kraft von Palombini (1899–1976), der 1922 Melitta von Carlowitz geheiratet hatte, 1929 von DNVP zur NSDAP wechselte aber 1934 mit dem Regime in Konflikt geriet und verhaftet wurde. Palombini hielt Kontakt mit dem Widerstand und kam 1944 erneut in Haft.
Baron Palombini hatte bereits 1938 den Besitz Grochwitz an den Landwirt Hans-Friedrich Diesing aus Trautensee bei Breslau verkauft. Die Familie Diesing verkaufte nach Diesings Tod das Grundstück im Jahr 1940 an Otto Friedrich, den Bürgermeister a. D. von Schöneiche bei Berlin.

### Zeit nach dem Zweiten Weltkrieg
Das Schloss Grochwitz benutzte nach dem 23. April 1945 kurzfristig die Rote Armee, danach  diente es als Notunterkunft für Flüchtlinge. Im Zug der Bodenreform in der Sowjetischen Besatzungszone erfolgte 1945 die Enteignung Friedrichs und die Aufteilung der 442 Hektar des Ritterguts. Das Gebäude diente ab 1946 der Neulehrerausbildung. Zwischen 1948 und 1977 war das Schloss Internat der Erweiterten Oberschule Herzberg. Nach einer Sanierung bezogen 1977 verschiedene Arbeitsgemeinschaften unter Leitung der Station „Junge Naturforscher und Techniker“ Räume des Schlosses. 1982 erfolgte eine Erneuerung des Dachaufsatzes und der Uhr.

### Zeit nach 1990
Am 14. März 1992 kam es zu einem Brand des Schlosses. Das durch Brandstiftung ausgelöste Feuer zerstörte den Dachstuhl, Löschwasser vernichtete Teile der Innenausstattung. In den Jahren 1994/95 erfolgte ein Wiederaufbau des Daches sowie des Türmchens. Mit dem Verkauf des Anwesens im Jahr 2004 begannen umfangreiche Sanierungsmaßnahmen. Heute wird das Schloss von einem privaten Investor als Hotel (garni) und Eventlocation betrieben.

## Sonstiges

### Baustil
Das 1732 unter Heinrich von Brühl errichtete Schloss auf dem ehemaligen Rittergut Grochwitz wurde ursprünglich im Barockstil erbaut. Nach mehreren Bränden stammt die heutige Bausubstanz größtenteils aus dem 19. Jahrhundert.

### Park
Am Schlosspark befindet sich der Tierpark der Stadt Herzberg (Elster). Jährlich findet hier ein Tierparkfest der Stadt statt.